# Дисульфид натрия
Дисульфид натрия — бинарное неорганическое соединение
натрия и серы с формулой Na2S2,
жёлтые кристаллы,
растворяется в воде,
образует кристаллогидраты.

## Получение
- Реакция растворов натрия и тетрасульфида натрия:

{\displaystyle {\mathsf {Na_{2}S_{4}+2Na\ {\xrightarrow {80^{o}C}}\ 2Na_{2}S_{2}\downarrow }}}
- Сплавление в вакууме стехиометрических количеств сульфида натрия и серы

{\displaystyle {\mathsf {Na_{2}S+S\ {\xrightarrow {500^{o}C}}\ Na_{2}S_{2}}}}

Получение в растворе растворением серы в водном  растворе сульфида натрия  при нагревании
{\displaystyle {\mathsf {Na_{2}S+S\ \xrightarrow {80^{o}C} \ Na_{2}S_{2}}}}
- Получение из чистых веществ, растворённых в жидком аммиаке:

{\displaystyle {\mathsf {2Na+2S\ {\xrightarrow {-33^{o}C}}\ Na_{2}S_{2}}}}

## Физические свойства
Дисульфид натрия образует жёлтые кристаллы нескольких модификаций:
- α-Na2S2, гексагональная сингония, пространственная группа P 62m, параметры ячейки a = 0,7629 нм, c = 0,5394 нм;
- β-Na2S2, гексагональная сингония, пространственная группа P 63/mmc, параметры ячейки a = 0,4494 нм, c = 1,0228 нм.

Растворяется в воде,
слабо растворяется в этаноле.
При нагревании темнеет и при 400°С окрашивается в светлый красно-коричневый цвет. В расплаве представляет собой подвижную тёмно-коричневую жидкость.
Образует кристаллогидрат состава Na2S2•5H2O.

## Применение
- Смотри «Полисульфиды натрия».